# 597. п. н. е.

## Догађаји
- 16. март — Вавилонци су заузели Јерусалим и уместо Јоахина за краља су поставили Зедекију.